# سقاية أبي سيفين
سقاية أبي سيفين
أبو سيفين محلة من محلات بغداد القديمة، ولا تزال معروفة هناك، وجاءت التسمية نسبة إلى أحد أولياء بغداد، الذي ورد اسمه في قائمة أولياء بغداد في مخطوط كُتب في القرن الحادي عشر، حيث ذكر فيه الآتي: (الشيخ محمد أبو سيفين في محلة الطاطران)، كما ذكر عباس بن رجب البغدادي في كتابه نيل المراد في احوال العراق وبغداد مايلي: أبو سيفين انه أحد (المجاهدين الذين اتوا مع السلطان مراد خان الرابع).
وبهذه المحلة شيد حسين باشا السلاحدار الذي كان واليا على بغداد ابان الدولة العثمانية للفترة من 1670- 1674م، سقاية ماء لينتفع منها العامة من الناس والزائرين، عند مسجد أبو سيفين الواقع في محلة الطاطران، وهي آخر المحلات العثمانية المعمورة من بغداد الشرقية في العصر العثماني، عرفت هذه السقاية باسم سقاية أبي سيفين.كما شيد هذا الوالي سقاية عند مرقد مرقد الامام الغزالي للمنفعة العامة أيضا، عرفت بسقاية مرقد الغزالي.